# Lac de Carcès
Le lac Sainte Suzanne, communément appelé lac de Carcès est un lac de la région française Provence-Alpes-Côte d'Azur, dans le département du Var provenant de la confluence des rivières le Caramy et l'Issole.
Un barrage a été réalisé dans les années 1930 pour créer ce lac afin d'alimenter en eau la ville de Toulon.

## Géographie
Le lac Sainte Suzanne se situe sur les communes de Carcès et de Cabasse, à l'altitude 171 mètres. Au bord du lac se trouve le village du lac de Carcès qui ne comprend qu'une quarantaine de maisons dont près de la moitié sont des résidences secondaires.

## Présentation

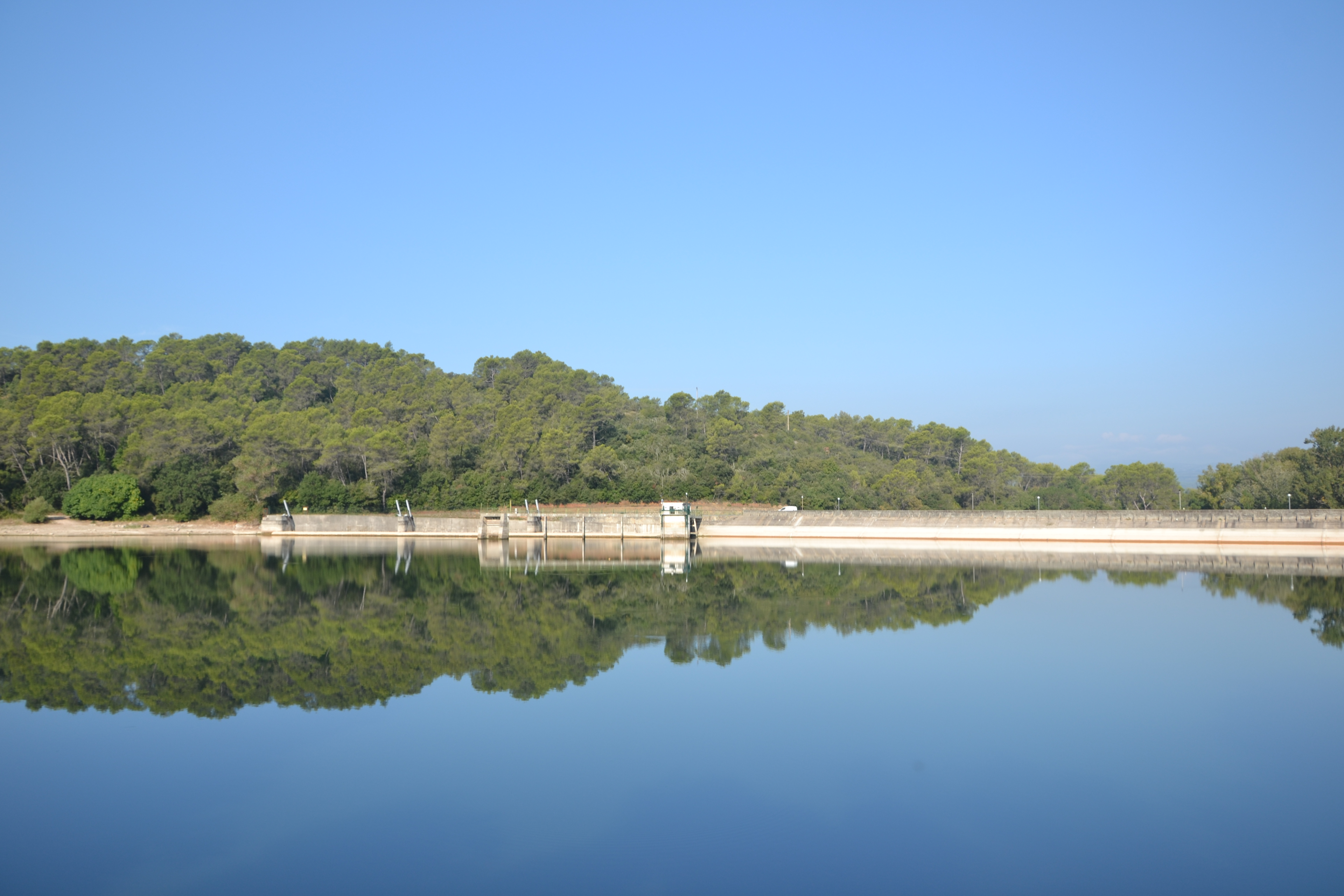
barrage du lac de Carcès

Grâce au lac Sainte Suzanne (appelé communément « lac de Carcès »), qui stocke huit millions de mètres cubes d'eau, pour une superficie de plus de cent hectares avec huit kilomètres de rive, Toulon est alimenté pour neuf millions de mètres cubes, et la marine et les communes de la ceinture toulonnaise regroupées en deux syndicats intercommunaux (La Seyne, Hyères, Carqueiranne, La Crau, La Londe-les-Maures, Le Lavandou, Bormes-les-Mimosas, Solliès-Pont, Solliès-Ville, La Farlède, Pierrefeu, Collobrières, La Valette-du-Var, La Garde, Le Pradet) pour dix-huit millions de mètres cubes.
Il a été construit de 1934 à 1939. En 1935, la ville de Toulon concédait l'exploitation de la stérilisation de l'ozone (procédé de M. Otto qui permet d'avoir en fin de compte une eau potable et non chlorée) des eaux de Saint-Antoine et de Dardennes à la Compagnie des eaux et de l'ozone. Les concessions initiales ont été augmentées de vingt avenants au cours des années, ce qui a obligé à une nouvelle rédaction en 1980. Mais il a toujours été stipulé, dans les différentes versions, que la baignade et la navigation sur le lac étaient interdites, pour des raisons de sécurité : en effet, la possibilité de pompage d'eau durant la période sèche peut faire baisser le niveau d'eau brutalement de cinq à dix mètres. À l'inverse, l'existence de vannes toits sur le barrage, permet de faire monter le niveau de deux mètres et demi au-dessus du niveau normal. À titre d'information, le barrage est asséché tous les dix ans. Les travaux prévus pour cet assèchement sont chiffrés à 690 000 euros, c'est-à-dire que la commune de Toulon n'entend pas abandonner les sources en eau du lac de Carcès qui couvrent la majeure partie de ses besoins, et que celui-ci n'est pas près de pouvoir être aménagé à des fins touristiques ou de loisirs.

## Écologie
On y trouve des carpes, des gardons, des tanches, etc.,.